# Cuniculitrema
Cuniculitrema är ett släkte av svampar. Cuniculitrema ingår i familjen Cuniculitremaceae, ordningen gelésvampar, klassen Tremellomycetes, divisionen basidiesvampar och riket svampar.
| Cuniculitrema | \| \| Cuniculitrema polymorpha \| \| \| \| |
|               | \| \| Cuniculitrema polymorpha \| \| \| \| |
|               | Kockovaella                                |
|               |                                            |
|               | Fellomyces                                 |
|               |                                            |
|               | Cuniculitrema polymorpha                   |
|               |                                            |

|  | Cuniculitrema polymorpha |
|  |                          |